# Măgurele (okręg Tulcza)
Măgurele – wieś w Rumunii, w okręgu Tulcza, w gminie Topolog. W 2011 roku liczyła 279 mieszkańców.